# Гилрой (Калифорния)
Гилрой (англ. Gilroy) — город в округе Санта-Клара в штате Калифорния в Соединённых Штатах Америки.
Согласно данным переписи населения США 2020 года число жителей города 
составляло 59 520 человек, что, для такого небольшого населённого пункта, существенно больше (+ 21,9%), чем было во время предыдущей переписи проводившейся в 2010 году (48 821 человек).

## История
12 марта 1870 года поселение было инкорпорировано и включено в реестр штата Калифорния, благодаря чему некорпоративное сообщество Гилрой официально получило статус города.
Своё название город получил в честь Джона Гилроя, шотландца, который эмигрировал в Калифорнию в 1814 году, натурализовался как гражданин Мексики, выучил испанский язык и обратился в католичество, что и дало ему право владеть землёй в Новом Свете.

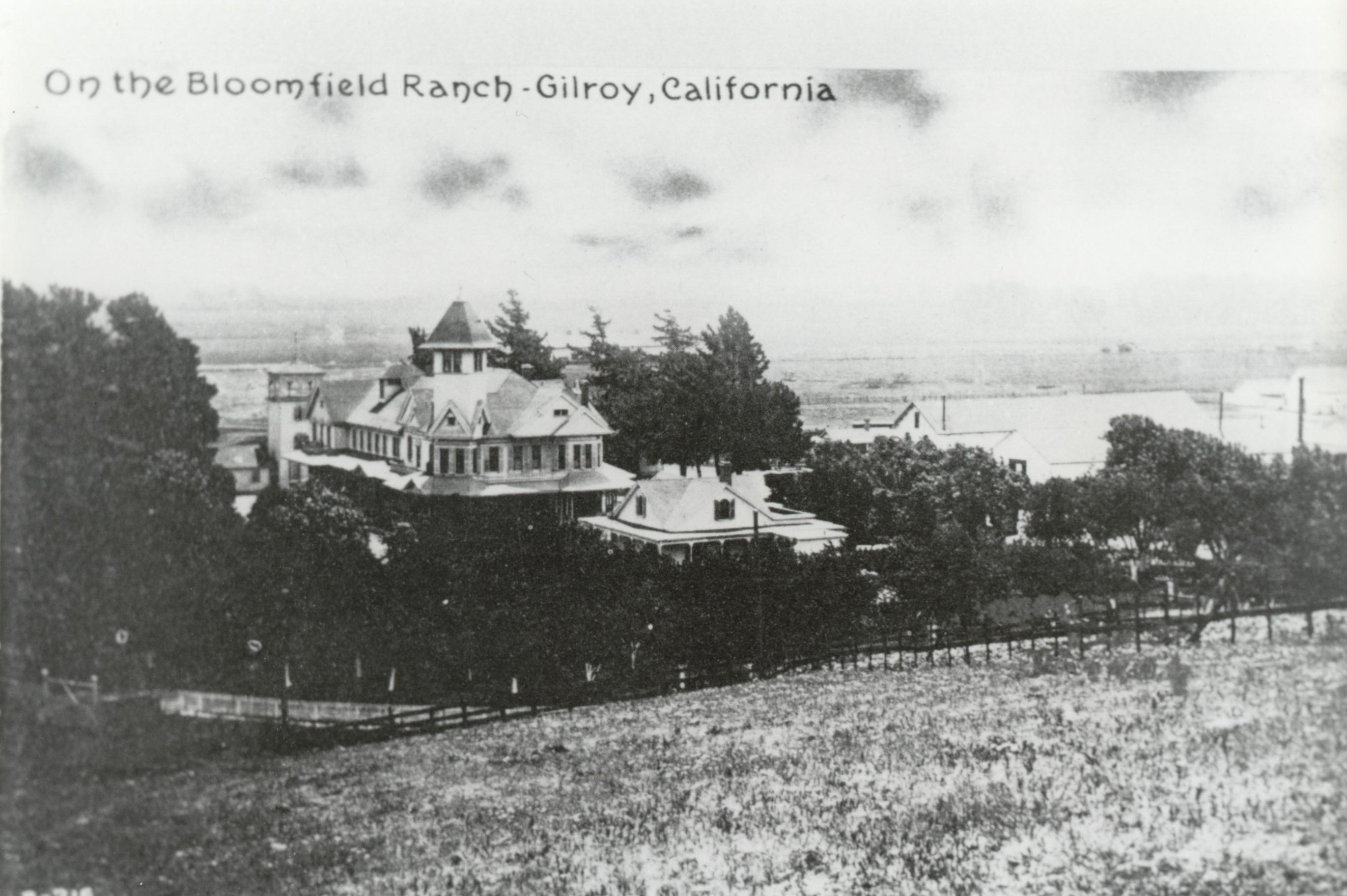
Гилрой в 1913 году

С приходом европейцев разведение крупного рогатого скота и лесозаготовки из близлежащих гор Санта-Крус были основой экономики Гилроя. В 1920-х годах Киёси «Джимми» Хирасаки начал выращивать здесь чеснок и получил прозвище «Король чеснока». В 1979 году в городе стал проводиться Фестиваль чеснока. Фермерство по-прежнему остается важным компонентов в жизни города, но уже в 1970-х годах Гилрой начал постепенно превращаться в спальный район для Кремниевой долины на севере.
В 1946 году Пятидесятническая церковь Бога открыла в Гилрое своё первое образовательное учреждение — Пятидесятнический библейский институт.
После получения статуса города население сообщества едва заметно уменьшилось (− 0.2%) в 1880 году, но с тех пор каждое десятилетие неуклонно росло со скоростью от 3.2% (1940-е) до 72.6% (1970-е).
14 октября 2011 года город посетила 49-й вице-президент США Камала Деви Харрис

## География
Согласно данным представленным Бюро переписи населения США, общая площадь города составляет 16,2 квадратных мили (42 км2), из которых 16,1 квадратных мили (42 км2) приходится на сушу и 0,06% занимает водная поверхность.
Город находится в зоне повышенной сейсмической активности; так землетрясение магнитудой 3,9 произошло 10 августа 2010 года, в 2,2 км к северу от близлежащего города Аромас.

## Климат
Согласно данным представленным Национальной метеорологической службой США, благодаря смягчающему влиянию Тихого океана, в Гилрое преимущественно тёплый средиземноморский климат, который, согласно системе классификации климатов Кёппена сокращённо обозначается на климатических картах аббревиатурой «Csb» (граничащий с «Csa»).

Окрестности Гилроя

Температура колеблется от среднего максимума в середине лета 90,1 °F (32,3 °C) до среднего минимума в середине зимы 33,6 °F (0,9 °C). Среднегодовое количество осадков составляет 18,9 дюймов (480 мм), а летние месяцы обычно сухие. Снег выпадает редко, примерно раз в 20 лет, он легкий и непродолжительный. Летние месяцы характеризуются прибрежным туманом, который приходит с океана около 10 часов вечера и рассеивается на следующее утро к 10 часам утра. Летом после полудня морское влияние ослабевает, и в результате Гилрой гораздо более подвержен волнам тепла, чем близлежащие географические районы к северу и западу. В зимние месяцы много солнечных и частично облачных дней с частыми перерывами между ливнями. 

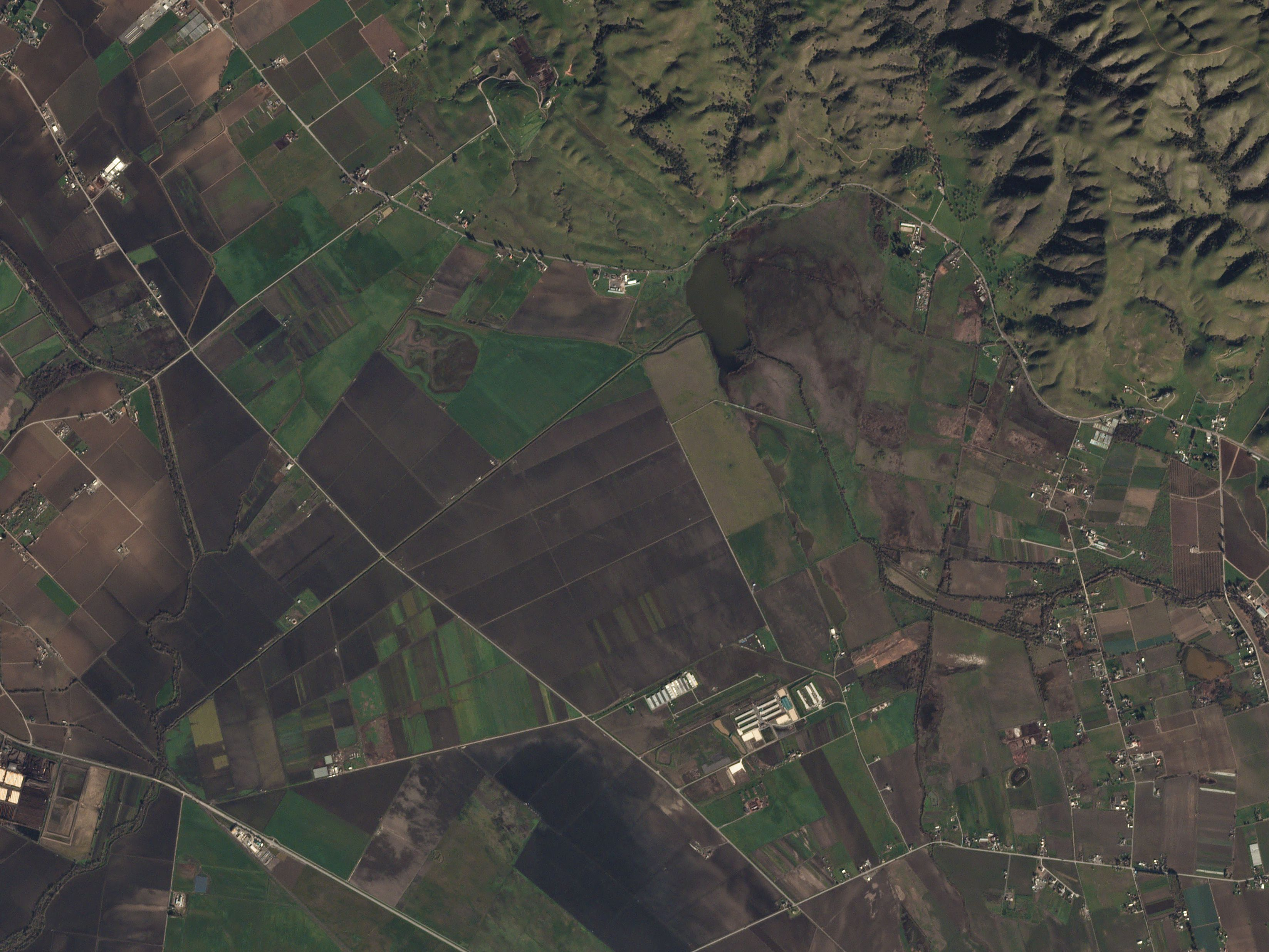
Ареал Гилроя

Местный рельеф не способствует торнадо, сильным ураганам или грозам. Местный климат поддерживает биомы чапараля и лугов с насаждениями дуба на возвышенностях.
Средние температуры в декабре, самом холодном месяце, составляют максимум 60,4 °F (15,8 °C) и минимум 37,0 °F (2,8 °C). Средняя температура в августе, самом жарком месяце, составляет максимум 87,2 °F (30,7 °C) и минимум 54,4 °F (12,4 °C). В среднем 7,7 дней с максимумами 100 °F (38 °C) или выше и в среднем 16,1 дней с минимумами 32 °F (0 °C) или ниже. Рекордно высокая температура 115 °F (46 °C) наблюдалась 15 июля 1972 года. Рекордно низкая температура 17 °F (−8 °C) наблюдалась 22–24 декабря 1990 года.
В среднем 55,0 дней с измеримыми осадками. Самым дождливым годом был 1983 год с 37,76 дюймами (959 мм), а самыми сухими годами были 1977 и 2007 годы с 11,17 дюймами (284 мм). Наибольшее количество осадков за один месяц было в январе 1914 года, когда выпало 14,64 дюйма (372 мм).